# Синайский кодекс
Сина́йский ко́декс Би́блии (лат. Codex Sinaiticus) — список Библии на греческом языке, с неполным текстом Ветхого Завета и полным текстом Нового Завета (за исключением нескольких лакун). В настоящее время считается древнейшей унциальной пергаментной рукописью Библии. Наряду с другими древнейшими рукописями Синайский кодекс используется текстологами для конструктивной или сводной критики в целях восстановления первоначального греческого текста Библии. Кодекс был обнаружен немецким учёным Константином фон Тишендорфом в 1844 году в Синайском монастыре. С тех пор рукопись называется «Синайский кодекс».

## Общие сведения
Синайский кодекс, наряду с древнейшими папирусами, а также Александрийским, Ватиканским и некоторыми другими древними кодексами, является одним из наиболее ценных источников, позволяющих текстологам воссоздавать оригинальный текст новозаветных книг.
Кодекс был написан в IV веке и до середины XIX века находился на Синайском полуострове в библиотеке монастыря Святой Екатерины. Часть рукописи Ветхого Завета была утрачена, но новозаветный текст сохранился целиком. Синайский кодекс является единственной греческой унциальной рукописью с полным текстом Нового Завета. Помимо библейских текстов манускрипт содержит два произведения ранних христианских авторов II века: «Послание Варнавы» и частично «Пастырь» Ермы. В научной литературе Синайский кодекс обозначается первой буквой еврейского алфавита א (алеф) или номером 01. Некоторые части старинной рукописи сохранены в хорошем состоянии, некоторые — в очень плохом. Это позволяет предположить, что кодекс был разделён и хранился в нескольких местах монастыря.
Греческий текст рукописи отражает александрийский тип текста, но также содержит определённый пласт разночтений из западного текста Иоан. 1:1—8:39). Рукопись отнесена к I категории Аланда.

### Лакуны

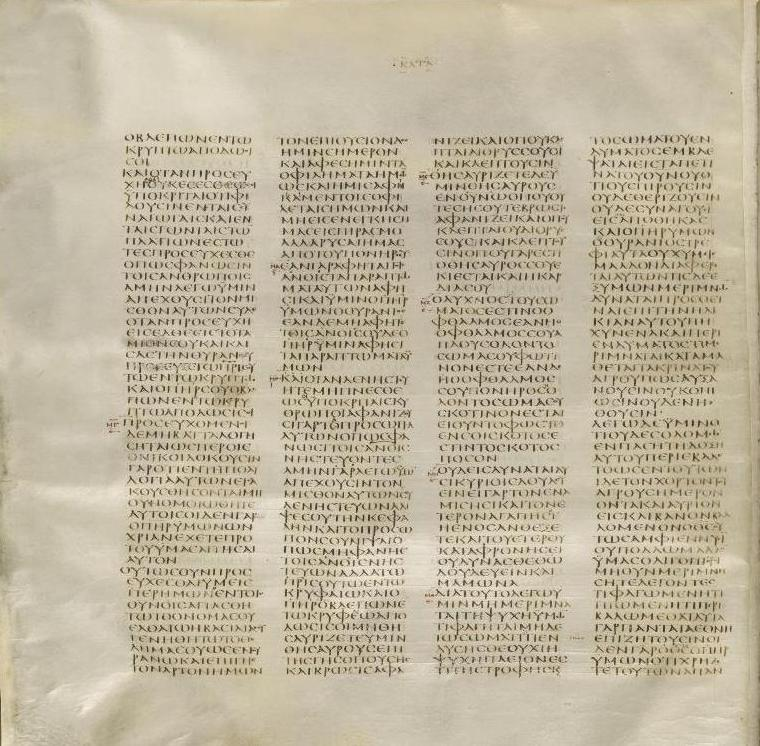
Матфей 6:4—32

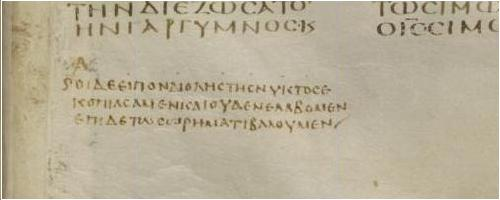
Дополнительная фраза Иоанн 21:7 οι δε ειπον δι οληϲ τηϲ νυκτοϲ ε κοπιαϲαμεν και ουδεν ελαβομεν επι δε τω ϲω ρηματι βαλουμεν

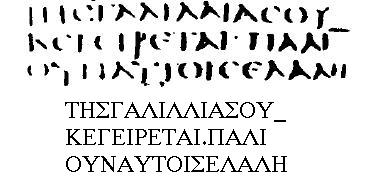
Иоанн 7:52—8:12, нет 7:53—8:11

В тексте Ветхого Завета кодекса на сегодняшний день имеются многочисленные лакуны. В Ветхом Завете кодекс содержит:
- Книга Бытия 23:19 — 24:46 — фрагменты;
- Книга Чисел 5:26 — 7:20 — фрагменты;
- 1-я Паралипоменон 9:27 — 19:17;
- Ездра — Неемия (от Ездры 9:9);
- Псалтирь — Премудрость Сираха;
- Книга Есфирь;
- Товит;
- Юдифь;
- Книга пророка Иоиля — Книга пророка Малахии;
- Книга пророка Исаии;
- Книга пророка Иеремии;
- Плач Иеремии;
- Первая книга Маккавейская — Четвёртая книга Маккавейская.

В тексте Нового Завета имеются лакуны:
Пропущены стихи:
- Евангелие от Матфея 12:47; 16:2b—3; 17:21; 18:11; 23:14; 24:35;
- Евангелие от Марка 7:16; 9:44,46; 11:26; 15:28; 16:9—20 (Воскресение и Вознесение Иисуса);
- Евангелие от Луки 17:36;
- Евангелие от Иоанна 5:4; 7:53—8:11 (см. иллюстрация Иоан. 7:53—8:11»); 16:15; 20:5b—6; 21:25;
- Деяния апостолов 8:37; 15:34; 24:7; 28:29;
- Послание к Римлянам 16:24.

Пропущены слова:
- Матфей 5:44 — εὐλογεῖτε τοὺς καταρωμὲνους ὑμᾶς, καλῶς ποιεῖτε τοῖς μισοῦσιν ὑμᾶς (благословляйте проклинающих вас, благотворите ненавидящим вас);
- Матфей 6:13b — ὅτι σοῦ ἐστιν ἡ βασιλεία καὶ ἡ δύναμις καὶ ἡ δόξα εἰς τοὺς αἰῶνας. ἀμήν (Ибо Твое царство и сила и слава во веки. аминь);
- Матфей 10:39a — ὁ εὑρὼν τὴν ψυχὴν αὐτοῦ ἀπολέσει αὐτήν, καὶ (Сберегший душу свою потеряет её; а);
- Матфей 23:35 — υἱοῦ βαραχίου (сына Варахиина);
- Марк 1:1 — υἱοῦ θεοῦ (Сын Бога);
- Марк 10:7 — καὶ προσκολληθήσεται πρὸς τὴν γυναῖκα αὐτοῦ (и прилепится к жене своей);
- Лука 9:55b—56a — καὶ εἶπεν, Οὐκ οἲδατε ποίου πνεύματος ἐστε ὑμεις; ὁ γὰρ υἱὸς τοῦ ἀνθρώπου οὐκ ἦηλθεν ψυχὰς ἀνθρώπων ἀπολέσαι ἀλλὰ σῶσαι (и сказал: не знаете, какого вы духа; 56 ибо Сын Человеческий пришел не губить души человеческие, а спасать);
- Лука 11:4 — ἀλλὰ ῥῦσαι ἡμᾶς ἀπὸ τοῦ πονηροῦ (но освободи нас от зла);
- Иоанн 4:9 — οὐ γὰρ συγχρῶνται ἰουδαῖοι σαμαρίταις (ибо Иудеи с Самарянами не сообщаются).

### Некоторые добавления
Матфей 8:13
καὶ ὑποστρέψας ὁ ἑκατοντάρχος εἰς τὸν οἶκον αὐτοῦ ἐν αὐτῃ τῇ ὦρᾳ εὗρεν τὸν παῖδα ὑγιαίνοντα (сотник возвратившись в дом, в этой час, нашел слугу выздоровевшим). Добавление взято из Лук. 7:10, содержат его рукописи: C (N), Θ (0250), f1 (33, 1241), g1, syrh.
Матфей 10:12
λέγοντες εἰρήνη τῷ οἴκῳ τούτῳ (говорите: мир дому сему), большинство рукописей в этом месте имеет αυτην (сему). Добавление взято из Лук. 10:5, содержится в рукописях: D, L, W, Θ, f 1, 1010 (1424), it, vgcl.
Матфей 27:49
ἄλλος δὲ λαβὼν λόγχην ἒνυξεν αὐτοῦ τὴν πλευράν, καὶ ἐξῆλθεν ὖδορ καὶ αἳμα (но один взял копье и пронзил Ему ребра, и тотчас истекла вода и кровь). Добавление взято из Иоан. 19:34 и является характерной чертой рукописей александрийской традиции (рукописи 03, 04, 019, 030, 036).

### Некоторые изменения
- Матфей 5:22 — рукопись не содержит слова εἰκῇ (без причины) — вместе с Ватиканским кодексом, p67 и 2174;
- Лука 2:37 — рукопись содержит ἑβδομήκοντα (семьдесят), в остальных рукописях — ὀγδοήκοντα (восемьдесят);
- Иоанн 1:34 — рукопись содержит ὁ ἐκλεκτός (выбранный) — вместе с рукописями {\displaystyle {\mathfrak {P}}}5, {\displaystyle {\mathfrak {P}}}106, b, e, ff2, syrc и syrs — вместо υἱός (сын);
- Иоанн 6:10 — рукопись содержит ὡς τρισχίλιοι (около трех тысяч) вместо ὡς πεντακισχίλιοι (около пяти тысяч); второй корректор кодекса изменил этот фрагмент на πεντακισχίλιοι;
- Деяния 11:20 — рукопись содержит εὐαγγελιστάς (Евангелисты) вместо ἑλληνιστάς (Еллинисты).

## История

### Ранняя история рукописи

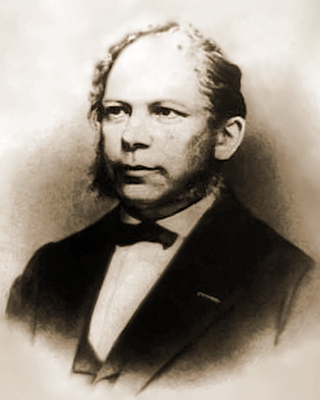
Константин фон Тишендорф в 1870 году

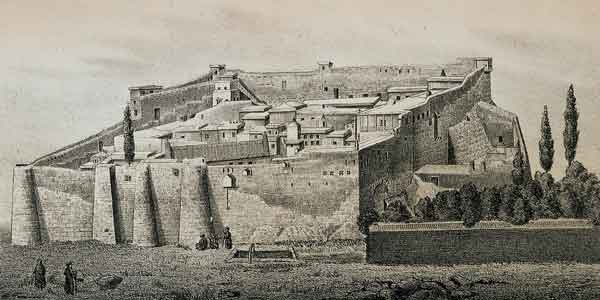
Монастырь святой Екатерины
(литография рисунка архимандрита Порфирия (Успенского), 1857 год)

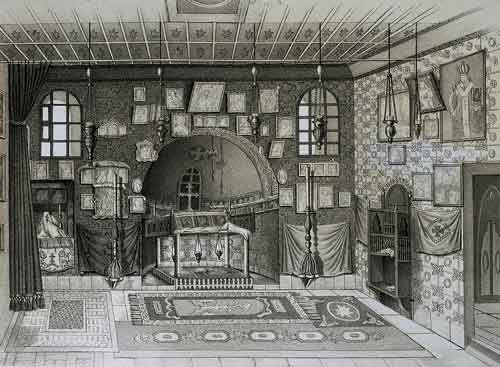
Литография рисунка часовни Неопалимой Купины (Синай) из альбома архимандрита Порфирия Успенского

Палеографически рукопись, по единодушному мнению исследователей, датируется IV веком. Она не могла быть написана раньше 325 года потому, что содержит разбиение Аммония и Каноны Евсевия. Однако она не могла быть написана и позже 360 года, поскольку содержит на полях ссылки на Отцов Церкви.
До середины XIX века Синайский кодекс находился на Синайском полуострове в библиотеке монастыря Святой Екатерины. Рукопись была, вероятно, замечена в 1761 году итальянским путешественником, Виталиано Донати, когда он посетил монастырь Святой Екатерины. В своём дневнике, который был издан в 1879 году, он написал:

В этом монастыре я нашёл несколько пергаментных рукописей… Среди них такие, которые могут быть древнее седьмого века, особенно Библия, написанная на тонком прекрасном пергаменте большими, квадратными и круглыми буквами; также содержался в греческой церкви Апракос, написанный золотыми буквами, должно быть, очень старый.
Оригинальный текст (итал.)In questo monastero ritrovai una quantità grandissima di codici membranacei… ve ne sono alcuni che mi sembravano anteriori al settimo secolo, ed in ispecie una Bibbia in membrane bellissime, assai grandi, sottili, e quadre, scritta in carattere rotondo e belissimo; conservano poi in chiesa un Evangelistario greco in caractere d’oro rotondo, che dovrebbe pur essere assai antico

Слова из дневника — «Bibbia in membrane bellissime… scritta in carattere rotondo e belissimo» — касаются, вероятно, Синайского кодекса.

### Открытие
Синайский кодекс был обнаружен немецким учёным Константином фон Тишендорфом в 1844 году совершенно случайно. Находясь в одной из библиотек монастыря Святой Екатерины, Тишендорф заметил подготовленные к уничтожению листы древней рукописи. Как выяснилось позже, это были 43 листа некоторых книг Ветхого Завета (1-я Паралипоменон, Книга Иеремии, Книга Неемии, Книга Есфирь). Исследовав библиотеку, немецкий учёный обнаружил ещё 86 листов того же манускрипта, которые с разрешения монахов монастыря вывез в Европу и опубликовал под названием «Фредерико-Августиновский кодекс», посвятив его своему покровителю — королю Саксонии.
В 1845 году архимандрит Порфирий (Успенский) видел кодекс вместе с листами, которых Тишендорф не обнаружил:

Первая рукопись, содержащая Ветхий Завет неполный и весь Новый Завет с посланием ап. Варнавы и книгой Ермы, писана на тончайшем белом пергамене. (…) Буквы в ней совершенно похожи на церковно-славянские. Постановка их прямая и сплошная. Над словами нет придыханий и ударений, а речения не отделяются никакими знаками правописания кроме точек. Весь священный текст писан в четыре и два столбца стихомерным образом и так слитно, как будто одно длинное речение тянется от точки до точки.

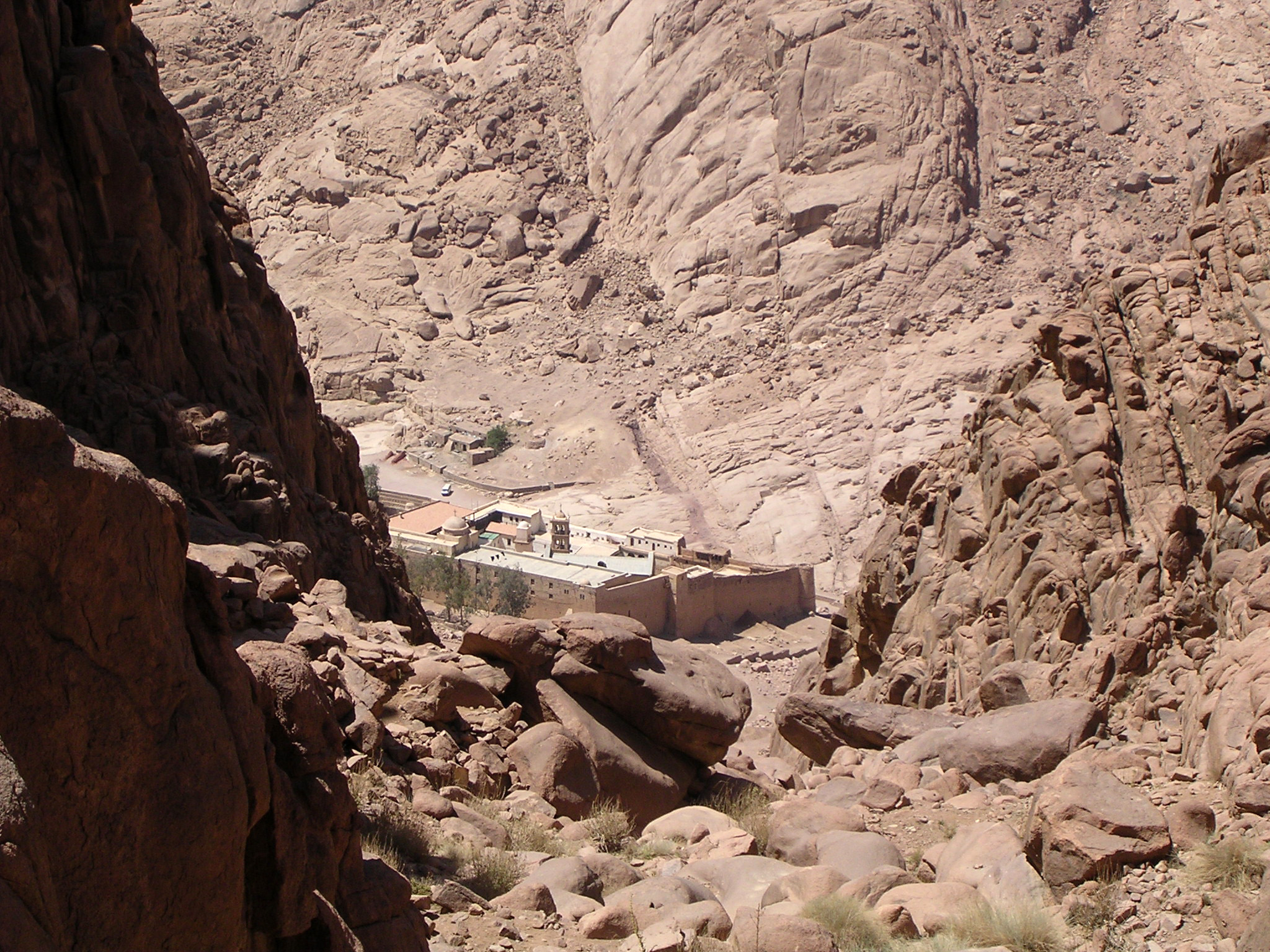
Монастырь Святой Екатерины на Синае

В 1846 году капитан K. Макдональд, посетивший гору Синай, видел кодекс и купил в монастыре две рукописи (495 и 496). В 1853 году Тишендорф вторично посетил монастырь в надежде приобрести остальные части кодекса. Однако без успеха, монахи даже не показали ему рукопись. В 1859 году Тишендорф, будучи под покровительством русского царя Александра II, возвратился на Синай. За день до его отъезда монастырский эконом принёс ему завёрнутую в красную ткань рукопись. Тишендорф обнаружил, что документ содержит не только значительную часть Ветхого Завета, но и полный Новый Завет в прекрасном состоянии. Тишендорф попытался назначить цену за рукопись, но безуспешно. Через два месяца Тишендорф, его книготорговец и аптекарь переписали 110 тысяч строк текста рукописи. После продолжительных переговоров рукопись была уступлена русскому царю. В 1862 году появилось факсимильное издание текста рукописи в четырёх томах.
В архивах Министерства иностранных дел Российской Федерации в 2010 году было найдено соглашение, подписанное в 1869 году архиепископом Синайским и представителем Российской империи. В документе архиепископ Каллистрат III от имени всего монастыря подтвердил, что рукописи Ветхого и Нового заветов из монастырской библиотеки были переданы российскому императору. Дарственная грамота была передана графу Игнатьеву, с которым архиепископ Каллистрат встречался в Каире. За Кодекс монастырю было уплачено девять тысяч рублей. Получив кодекс, Тишендорф привёз его в Санкт-Петербург, где было осуществлено его факсимильное издание. Император передал бесценный дар в Публичную библиотеку, где он сохранялся до 1933 года.
В то же время Константин Симонидес (1820-1867), палеограф, фальсификатор и продавец древних рукописей, объявил в газете «The Guardian» (13 сентября 1862 года) о том, что открытый Тишендорфом кодекс принадлежит не к IV столетию, а к 1839 году и написан был самим Симонидесом в 19-летнем возрасте; он назвал эту работу «плохой поделкой своих юных лет». Симонидес утверждал, что основанием для него служило одно московское издание Библии, которое он сличал с афонскими рукописями. Тишендорф ответил в немецкой газете «Allgemeine Zeitung» 22 декабря 1862 года, что уже в одном Новом Завете во множестве мест Синайский кодекс существенно разнится от всех московских изданий и от всех остальных рукописей.
Генри Брэдшоу, в «The Guardian» (26 января 1863), поставил вопрос, как рукопись могла быть доставлена из монастыря в Афоне на Синай. Он также напомнил, что рукопись содержит Послание Варнавы, которого до сих пор не было в греческой рукописи.

### Дальнейшая история рукописи
В начале XX века Владимир Бенешевич (1874—1938) обнаружил части трёх листов рукописи в составе других рукописных книг в библиотеке Синайского монастыря. Эти фрагменты были приобретены Российской империей и привезены в Санкт-Петербург.

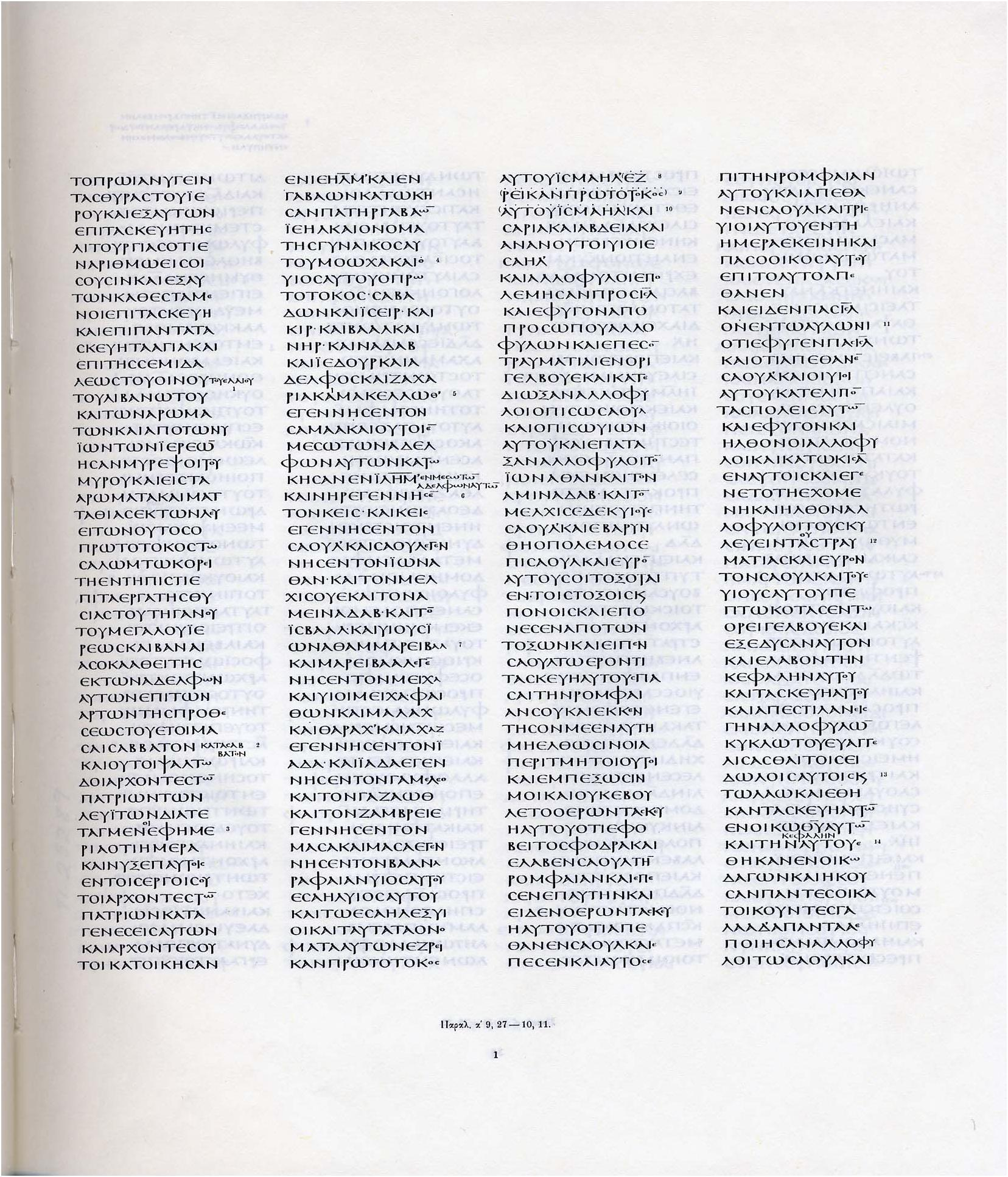
Факсимиле Тишендорфа (1862); 1 Пар 9:27—10:11

В 1933 году Советская власть, посчитав христианскую реликвию обузой для государства и нуждаясь в деньгах, продала весь кодекс Британскому музею за 100 000 фунтов стерлингов. Деньги на покупку англичане собрали за 1 день. В Ленинграде остались только фрагменты трёх листов кодекса, приобретённые Бенешевичем. В настоящее время кодекс разбит, его фрагменты находятся в Лейпциге (43 листа, приобретённые Тишендорфом в 1844 г.) и Лондоне (оставшиеся 347 листов, привезённые Тишендорфом в 1859 г. в Россию). Помимо того, что в своё время император Александр II отправил на Синай в знак благодарности 9000 рублей, современные монахи подняли вопрос о законности отчуждения памятника Тишендорфом. По их мнению, немецкий учёный, будучи представителем «пиратской археологии» XIX века, ввёл в заблуждение настоятеля монастыря. В подтверждение своей правоты они ссылаются на сохранившуюся расписку, в которой учёный обещает возвратить пергаменты в монастырь сразу после завершения их научного издания.
Скейт и Милн, сотрудники Британского музея, используя ультрафиолетовую лампу, очень внимательно рассмотрели поправки корректоров на находящейся с 1973 года в Британской библиотеке части манускрипта. В результате их работы была написана статья Scribes and Correctors of the Codex Sinaiticus.
В мае 1975 года при проведении ремонтных работ в монастыре Святой Екатерины была обнаружена комната с собранием рукописных книг. Среди них были найдены 14 фрагментов Синайского кодекса, а также 12 полных его листов: 11 листов Пятикнижия и 1 лист «Пастыря» Гермы. Вместе с ними были найдены и другие рукописи (среди них 67 греческих рукописей Нового Завета). 1 сентября 2009 года британский учёный Николас Саррис обнаружил новый, до сих пор неизвестный, фрагмент рукописи в библиотеке Синайского монастыря.
В 2005 году все четыре владельца листов кодекса заключили договор о том, что будет осуществлено высококачественное сканирование рукописи в целях размещения полного текста в сети Интернет. Первые цифровые фотографии были опубликованы 24 июля 2008 года и доступны всем желающим по адресу https://codexsinaiticus.org/ru/. С 6 июля 2009 года тексты доступны полностью.

## Особенности

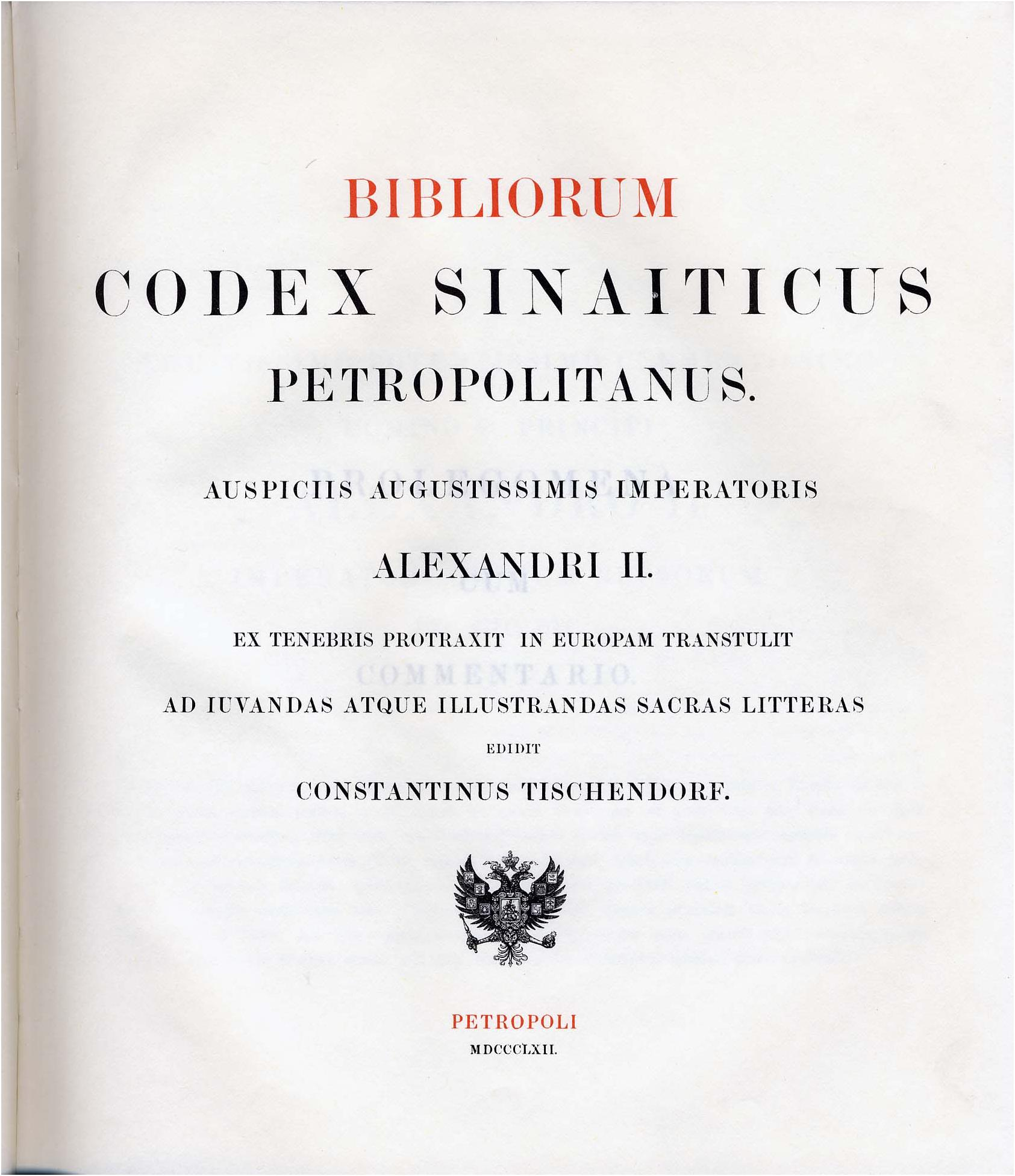
Петербургское издание (1862)

Синайский кодекс написан на тонком пергаменте. Из всего текста Ветхого Завета осталось лишь 199 листов, тогда как сохранилось 148 листов Нового Завета. Изначально, вероятно, манускрипт состоял из 730 листов.
Размер каждой страницы составляет 38,1 на 33,7—35,6 см. Текст на листе расположен в четырёх колонках по 48 строк в каждой. Цвет текста — бледно-коричневый. Некоторые слова сокращены. В рукописи использованы следующие сокращения:
ΘΣ — θεός (Бог),
ΚΣ — κύριος (Господь),
ΙΣ — Ἰησοῦς (Иисус),
ΧΣ — Χριστός (Христос),
ΠΝΑ — πνεῦμα (дух),
ΠΝΙΚΟΣ — πνευματικός (духовный),
ΥΣ — υἱός (сын),
ΑΝΟΣ — ἄνθρωπος (человек),
ΟΥΟΣ — οὐρανός (небо),
ΔΑΔ — Δαυιδ (Давид),
ΙΛΗΜ — Ἰερουσαλήμ (Иерусалим),
ΙΣΡΛ — Ισραηλ (Израиль),
ΜΗΡ — μήτηρ (мать),
ΠΗΡ — πατήρ (отец),
ΣΩΡ — σωτήρ (Спаситель).
Слова текста написаны без межсловных пробелов и знаков переноса (в подавляющем большинстве древних манускриптов их нет). В качестве разделения используются только точки в конце предложений. Отсутствуют знаки ударения и придыхания. Цитаты текста из Ветхого Завета на письме не выделены. Разбиение Аммония и каноны Евсевия обозначены красным цветом и, возможно, добавлены были другим писцом. Весь текст написан греческим унциальным письмом.
Исследователи полагают, что над Синайским кодексом работали три писца (называемые A, B и D). Очевидно, в период с IV по XII век не менее чем 7 переписчиков вносило в текст коррективы (a, b, c, ca, cb, cc, e). Чтения, за вставку которых ответственны переписчики прежде, чем рукопись оставила скрипторий, в критическом аппарате обозначались как אa. Позднее (возможно, в VI или VII в.) группа корректоров, работая в Кесарии, внесла в текст рукописи большое количество исправлений (אca, אcb). По этим чтениям можно судить о том, что текст пытались править по другому образцу. Тишендорф, исследуя имеющуюся на тот момент часть книги (2/3), заключил, что в текст было внесено порядка 14 800 исправлений.
Тишендорф верил, что Синайский кодекс входит в число пятидесяти рукописей Божественных Писаний, заказанных около 331 года императором Константином Евсевию Кесарийскому (De vita Constantini, IV, 37). С этим предположением согласились: Пьер Батиффоль, Скривенер и Скейт.